# Campeonato Europeu de Atletismo em Pista Coberta de 1984
O 15º Campeonato Europeu de Atletismo em Pista Coberta foi realizado no Scandinavium de Gotemburgo, na Suécia, nos dias 3 e 4 de março de 1984. Do programa fizeram parte 22 provas, 12 masculinas e 10 femininas. A Checoslováquia foi o país que ganhou mais títulos e que obteve mais medalhas.

## Medalhistas
Masculino
| Evento               | Ouro                    | Ouro    | Prata                  | Prata   | Bronze                 | Bronze  |
| 60 m                 | FRG Christian Haas      | 6.68    | ITA Antonio Ullo       | 6.68    | BEL Ronald Desruelles  | 6.69    |
| 200 m                | URS Aleksandr Yevgenyev | 20.98   | GBR Ade Mafe           | 21.34   | ITA Giovanni Bongiorni | 21.48   |
| 400 m                | URS Sergey Lovachov     | 46.72   | ITA Roberto Tozzi      | 47.01   | FRA Didier Dubois      | 47.29   |
| 800 m                | ITA Donato Sabia        | 1:48.05 | FRA André Lavie        | 1:48.35 | GBR Phil Norgate       | 1:48.39 |
| 1500 m               | SUI Peter Wirz          | 3:41.35 | ITA Riccardo Materazzi | 3:41.57 | FRG Thomas Wessinghage | 3:41.75 |
| 3000 m               | TCH Lubomír Tesáček     | 7:53.16 | SUI Markus Ryffel      | 7:53.61 | FRG Karl Fleschen      | 7:54.45 |
| 60 m barreiras       | POL Romuald Giegiel     | 7.62    | HUN György Bakos       | 7.75    | TCH Jiří Hudec         | 7.77    |
| salto em altura      | FRG Dietmar Mögenburg   | 2,33    | FRG Carlo Thränhardt   | 2,30    | SUI Roland Dalhäuser   | 2,30    |
| salto com vara       | FRA Thierry Vigneron    | 5,85    | FRA Pierre Quinon      | 5,75    | URS Aleksandr Krupskiy | 5,60    |
| salto em comprimento | TCH Jan Leitner         | 7,96    | GDR Mathias Koch       | 7,91    | URS Robert Emmiyan     | 7,89    |
| triplo salto         | URS Grigoriy Yemets     | 17,33   | TCH Vlastimil Mařinec  | 17,16   | HUN Béla Bakosi        | 17,15   |
| lançamento do peso   | URS Jānis Bojārs        | 20,84   | SUI Werner Günthör     | 20,33   | ITA Alessandro Andrei  | 20,32   |

Feminino
| Evento               | Ouro                      | Ouro    | Prata                      | Prata   | Bronze                 | Bronze  |
| 60 m                 | GBR Beverly Kinch         | 7.16    | BUL Anelia Nuneva          | 7.23    | NED Nelli Cooman       | 7.28    |
| 200 m                | TCH Jarmila Kratochvílová | 23.02   | FRA Marie-Christine Cazier | 23.68   | URS Olga Antonova      | 23.80   |
| 400 m                | TCH Taťána Kocembová      | 49.97   | ITA Erica Rossi            | 52.37   | BUL Rositsa Stamenova  | 52.41   |
| 800 m                | TCH Milena Matejkovičová  | 1:59.52 | ROU Doina Melinte          | 1:59.81 | ROU Cristeana Cojocaru | 2:01.24 |
| 1500 m               | ROU Fita Lovin            | 4:10.03 | NED Elly van Hulst         | 4:11.09 | SUI Sandra Gasser      | 4:11.70 |
| 3000 m               | FRG Brigitte Kraus        | 9:12.07 | URS Tatyana Pozdnyakova    | 9:15.04 | TCH Ivana Kleinová     | 9:15.71 |
| 60 m barreiras       | POL Lucyna Kałek          | 7.96    | URS Vera Akimova           | 7.99    | BUL Yordanka Donkova   | 8.09    |
| salto em altura      | FRG Ulrike Meyfarth       | 1,95    | FRA Maryse Ewanje-Epée     | 1,95    | POL Danuta Bułkowska   | 1,95    |
| salto em comprimento | GBR Sue Hearnshaw         | 6,70    | TCH Eva Murková            | 6,55    | ITA Stefania Lazzaroni | 6,08    |
| lançamento do peso   | TCH Helena Fibingerová    | 20,34   | FRG Claudia Losch          | 20,23   | GDR Heidi Krieger      | 20,18   |

## Quadro de medalhas
| Ordem | País               | Medalha de ouro | Medalha de prata | Medalha de bronze | Total |
| ----- | ------------------ | --------------- | ---------------- | ----------------- | ----- |
| 1     | Tchecoslováquia    | 6               | 2                | 2                 | 10    |
| 2     | União Soviética    | 4               | 2                | 3                 | 9     |
| 3     | Alemanha Oriental  | 4               | 2                | 2                 | 8     |
| 4     | Reino Unido        | 2               | 1                | 1                 | 4     |
| 5     | Polónia            | 2               | 0                | 1                 | 3     |
| 6     | Itália             | 1               | 4                | 3                 | 8     |
| 7     | França             | 1               | 4                | 1                 | 6     |
| 8     | Suíça              | 1               | 2                | 2                 | 5     |
| 9     | Roménia            | 1               | 1                | 1                 | 3     |
| 10    | Bulgária           | 0               | 1                | 2                 | 3     |
| 11    | Países Baixos      | 0               | 1                | 1                 | 2     |
| 11    | Alemanha Ocidental | 0               | 1                | 1                 | 2     |
| 11    | Hungria            | 0               | 1                | 1                 | 2     |
| 14    | Bélgica            | 0               | 0                | 1                 | 1     |